# Paul Anderson (football)
Pour les articles homonymes, voir Paul Anderson et Anderson.
Paul Anderson, né le 23 juillet 1988 à Leicester, est un footballeur anglais. Il évolue au poste de milieu de terrain.

## Biographie
Formé dans l'équipe de West Bromwich Albion, il refuse de signer un contrat professionnel avec cette équipe, car il ne pense pas que les dirigeants lui laisseront une chance. Il s'engage alors avec le club d'Hull City. Repéré très vite par des observateurs de Liverpool, il y est transféré en janvier 2006.
Depuis, il fait son chemin avec l'équipe junior de Liverpool. Prêté à Swansea City durant la saison 2007-2008, puis à Nottingham Forest durant la saison 2008-2009, il y est transféré définitivement en fin de saison. Le 26 juillet 2012, il signe un contrat de trois saisons en faveur de Bristol City.
Le 8 juillet 2013 il rejoint Ipswich Town. À l'issue de la saison 2014-15, il est libéré par Ipswich.
Le 31 août 2016 il rejoint Northampton Town.

## Clubs successifs
- 2005-déc. 2005 :  Hull City
- jan. 2006-2009 :  Liverpool B
  - 2007-2008 :  Swansea City (prêt)
  - 2008-2009 :  Nottingham Forest (prêt)
- 2009-2012 :  Nottingham Forest
- 2012-2013 :  Bristol City
- 2013-2015 :  Ipswich Town
- 2015- :  Bradford City

## Palmarès
- Vainqueur de la Youth Cup avec Liverpool (2006 et 2007)